# Here (Adrian Belew)
Here è l'ottavo album in studio da solista del cantautore statunitense Adrian Belew, pubblicato nel 1994.

## Tracce
1. May 1, 1990 – 4:02
2. I See You – 2:42
3. Survival in the Wild – 4:09
4. Fly – 4:45
5. Never Enough – 3:43
6. Peace on Earth – 2:55
7. Burned by the Fire We Make – 3:10
8. Dreamlife – 2:29
9. Here – 4:28
10. Brave New World – 3:44
11. Futurevision – 4:15
12. Postcard from Holland – 2:49
13. Hidden Track – 1:46